# Bertran de Born

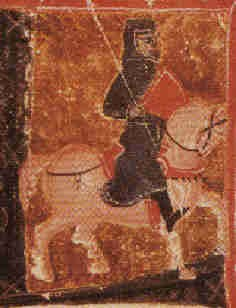
Bertran de Born, från ett manuskript med trubadursånger i Bibliothèque nationale de France.

Bertran de Born, född omkring 1135 och död omkring 1210, var en provensalsk skald.
Man känner till ett 40-tal lyriska satiriska och moraliska dikter av Bertran. De som ansetts högst värde här hans politiska sirventenser, som ger en intressant inblick i 1100-talet feodalsamhälle. I yngre år var Bertran en stridbar person, men drog sig på äldre dagar tillbaka till cistercienserklostret i Dalon, där han dog som munk.